# مزرعة أكبر أباد (بهمن)
مزرعة أكبر أباد (بالفارسية: مزرعه اکبرآباد) هي منطقة سكنية تقع في إيران في فارس.